# 利羅河
利羅河是意大利的河流，位於該國北部，由科莫省負責管轄，河道全長14公里，流域面積57.5平方公里，發源自與瑞士接壤邊境附近，最終在格拉韋多納注入科莫湖。